# 十大华语电影
海峡两岸暨香港“十大华语电影”评选活动（前称两岸三地“十大华语电影”），简称“十大华语电影”，由中国台港电影研究会、中国电影评论学会主办，香港电影工作者总会、台湾两岸电影交流委员会、台湾影评人协会联合主办的华语电影奖项，以促进兩岸三地电影的交流合作和发展为宗旨。评选范围是本年度在海峡两岸和香港正式公映过的华语电影，由两岸三地电影专业人士、影评人联合投票选出。

## 历年获奖名单

### 第一届（2012年）
表彰典礼于2013年5月15日在安徽六安举行，丁荫楠担任评委会主席。
- 第一名：《赛德克·巴莱》魏德圣
- 第二名：《桃姐》许鞍华
- 第三名：《神探亨特张》高群书
- 第四名：《夺命金》杜琪峰
- 第五名：《钢的琴》张猛
- 第六名：《一九四二》冯小刚
- 第七名：《万箭穿心》王竞
- 第八名：《逆光飞翔》张荣吉
- 第九名：《那些年，我們一起追的女孩》九把刀
- 第十名：《女朋友。男朋友》杨雅喆

### 第二届（2013年）
表彰典礼于2014年10月28日在贵州瓮安举行，谢飞担任评委会主席。
- 第一名：《一代宗师》 王家卫
- 第二名：《中国合伙人》 陈可辛
- 第三名：《北京遇上西雅图》 薛晓路
- 第四名：《激战》 林超贤
- 第五名：《阿嬷的梦中情人》 北村丰晴、萧力修
- 第六名：《美姐》 郝杰
- 第七名：《无人区》 宁浩
- 第八名：《狂舞派》 黄修平
- 第九名：《爸妈不在家》陈哲艺
- 第十名：《致我们终将逝去的青春》赵薇

### 第三届（2014年）
表彰典礼于2015年7月11日在河北秦皇岛举行，吴思远担任评委会主席。
- 第01名：许鞍华《黄金时代》
- 第02名：陈可辛《亲爱的》
- 第03名：张艺谋《归来》
- 第04名：刁亦男《白日焰火》
- 第05名：杨紫烨《争气》
- 第06名：张唯《打工老板》
- 第07名：徐克《智取威虎山》
- 第08名：娄烨《推拿》
- 第09名：傅东育《西藏天空》
- 第10名：王维明《寒蝉效应》

### 第四届（2015年）
表彰典礼于2016年10月27日在深圳湾体育中心体育馆举行，王童担任评委会主席。
- 第一名：管虎《老炮儿》
- 第二名：贾樟柯《山河故人》
- 第三名：侯孝贤《刺客聂隐娘》
- 第四名：让·雅克·阿诺《狼图腾》
- 第五名：曹保平《烈日灼心》
- 第六名：陈玉珊《我的少女时代》
- 第七名：忻钰坤《心迷宫》
- 第八名：田晓鹏《西游记之大圣归来》
- 第九名：许诚毅《捉妖记》
- 第十名：关信辉《五个小孩的校长》

### 第五届（2016年）
表彰典礼于2017年9月29日在浙江国际影视中心举行，丁荫楠担任评委会主席。
- 十大华语电影：
  - 第01名：曾国祥《七月与安生》
  - 第02名：黄进《一念无明》
  - 第03名：万玛才旦《塔洛》
  - 第04名：林超贤《湄公河行动》
  - 第05名：冯小刚《我不是潘金莲》
  - 第06名：周星驰《美人鱼》
  - 第07名：陈洁瑶《只要我长大》
  - 第08名：梁旋、张春《大鱼海棠》
  - 第09名：程耳《罗曼蒂克消亡史》
  - 第10名：曹保平《追凶者也》
- 年度导演：林超贤《湄公河行动》
- 年度演员：余文乐《一念无明》
- 年度处女作导演：黄进《一念无明》
- 年度新人：任素汐《驴得水》
- 年度人气演员：罗志祥《美人鱼》

### 第六届（2017年）
表彰典礼于2018年9月12日在浙江慈溪举行，文隽担任评委会主席。
- 十大华语电影：
  - 彭秀慧《29+1》
  - 郭柯《二十二》
  - 苗月《十八洞村》
  - 张杨《冈仁波齐》
  - 梅峰《不成问题的问题》
  - 杨雅喆《血观音》
  - 冯小刚《芳华》
  - 吴京《战狼2》
  - 张艾嘉《相爱相亲》
  - 文晏《嘉年华》
- 年度导演：张艾嘉《相爱相亲》
- 年度编剧：何冀平《明月几时有》
- 年度男演员：黄轩《芳华》
- 年度女演员：惠英红《血观音》、周秀娜《29+1》
- 年度处女作导演：张大磊《八月》
- 年度新人：苗苗《芳华》、文淇《血观音》《嘉年华》

### 第八届（2019年）
于2020年12月在北京揭晓，丁荫楠担任评委会主席。
- 十大华语电影：
  - 《流浪地球》
  - 《哪吒之魔童降世》
  - 《阳光普照》
  - 《少年的你》
  - 《地久天长》
  - 《金都》
  - 《我和我的祖国》
  - 《撞死了一只羊》
  - 《热带雨》
  - 《南方车站的聚会》